# ORP Orzeł (1938)
«Ожел» (пол. ORP Orzeł «Орёл») — польская подводная лодка одноимённого типа. Головная лодка в серии из двух польских больших лодок, построенных перед Второй Мировой войной. Лодка получила известность благодаря так называемому «Побегу Орла», когда смогла покинуть Таллин, будучи интернированной там в начале Второй Мировой войны.

## История создания
Заложена 14 августа 1936 года на голландской верфи Де Шельде, была спущена на воду 15 января 1938 и вступила в строй 2 февраля 1939 года. Лодка имела классическую компоновку и была оснащена по последнему слову техники. Силовая установка состояла из двух дизелей и электромоторов, но сама лодка оказалась слишком большой для мелких вод Балтийского моря.

## Накануне войны
После прибытия в Гдыню 10 февраля 1939 года лодка приняла участие в параде в честь Дня ВМФ. До начала войны, лодка всё время проводила в боевых походах, что позволило экипажу получить необходимый опыт службы и управления лодкой. В конце августа на «Ожеле» были проведены плановые проверки механизмов, дизелей и электромоторов. Лодка загрузила полный комплект торпед. 24 августа была проведена мобилизация на всех лодках польского подводного флота.

## Начало войны
Согласно военным планам, в начале войны лодка вышла на патрулирование в назначенный район Балтийского моря. Из-за захвата немцами военно-морской базы Хель «Ожел» не мог вернуться назад. 8 сентября командир лодки, капитан Хенрик Клочковский, сообщил о плохом самочувствии из-за плохой пищи, к тому же лодка получила повреждение от глубинной бомбы, которое нельзя было исправить силами команды. Поэтому был получен приказ идти в нейтральный порт и интернировать лодку или всплыть для смены капитана. После размышлений капитан принимает решение идти в Таллин, хотя приказ предписывал увести лодку в нейтральную Швецию.

## Побег из Таллина
14 сентября в 21:30 лодка незаметно прошла остров Найссаар, лежащий в устье Таллинского залива, и получила разрешение ошвартоваться на рейде Пайсаар. На следующий день капитан под предлогом посещения госпиталя покинул корабль. Эстонские власти согласились отремонтировать лодку, но, ссылаясь на международные законы, указали, что лодка может находиться в порту не более двадцати четырех часов. Под давлением Германии на лодке появился эстонский офицер с солдатами, который забрал все оружие и навигационные карты, а экипажу сообщил, что они интернированы. После этого началась выгрузка торпед. Было выгружено 14 торпед, после чего последовал обрыв лебедки, которая была испорчена новым командиром лодки капитаном Яном Грудзиньским.
В полночь 18 сентября экипаж захватил лодку, связав эстонских часовых. «Ожел» полным ходом направился к выходу из гавани, но на выходе налетел на волнорез и, получив повреждения в носу, перевалился через него и сбежал из Таллина. Так как на лодке находились два эстонских охранника, эстонские и немецкие газеты обвинили польский экипаж в убийстве обоих. Однако поляки высадили часовых недалеко от Швеции, дали им пищи, воды и денег для возвращения на родину, после чего ушли в Англию.
Этот инцидент послужил поводом для требования Советского Союза о заключении договора о взаимопомощи с Эстонией, поскольку та не может самостоятельно справиться с охраной своих границ и обеспечить безопасность плавания в Финском заливе, представляющем для СССР стратегический интерес.
24 сентября советский лидер «Ленинград» произвёл несколько выстрелов в сторону залива Эрус. Три снаряда разорвались в воде, один упал в лесу. Советские официальные лица назвали это «обстрелом тайных баз польских подводных лодок в эстонских бухтах». В тот же день три советских самолета более получаса летали над островом Сааремаа. 27 и 28 сентября ТАСС сообщал о том, что неизвестной подводной лодкой был  потоплен советский пароход «Металлист» и был атакован советский пароход «Пионер». Однако в изданной в Финляндии книге Юкки Мякеля «Во вражеском тылу. Финская служба информации в войне» утверждается, что потопление парохода «Металлист» было инсценировано с участием советской подлодки Щ-303. То, что «Ожел» не атаковал советские пароходы, подтверждается тем, что после его прибытия в Англию на его борту находились все 6 торпед, оставшихся после выгрузки большей части боезапаса эстонцами.

## Путь в Шотландию
Так как на лодке не оказалось ни одной навигационной карты, возник вопрос — каким образом добраться до берегов Англии. Штурман нашел на лодке немецкий перечень маяков и буев, не заинтересовавший эстонцев во время обыска. Поэтому было принято решение о создании «Карты Балтийского моря». Благодаря этой карте лодка смогла обогнуть Данию, пройти проливами и выйти в Северное море. На своем пути лодка преодолела несколько мелей и сделала несколько попыток атаковать противника. 12 октября лодка легла на курс 253 градуса (на запад). При пересечении Северного моря лодка попала в шторм, из-за чего была повреждена радиостанция.
Лодка остановилась вблизи берегов Великобритании, не решаясь двигаться вперед, так как на ней не знали карт британских минных полей. 14 октября удалось починить радиостанцию, и радист стал передавать открытым текстом информацию для британского флота. Последний направил для встречи лодки эсминец, который и встретил лодку в 11.00 возле острова Мейн. Весь путь из польской Гдыни до британской военно-морской базы Росайт занял у лодки сорок четыре дня.

## Исчезновение подлодки
После ремонта, переоборудования и дозаправки лодка была введена в состав 2-й подводной флотилии Королевского флота. 8 апреля 1940 года лодка потопила свой первый немецкий транспорт «Рио-де-Жанейро» возле южного побережья Норвегии с немецкими солдатами на борту, которые должны были принять участие во вторжении в Норвегию. Через два дня «Ожел» выпустил торпеду по немецкому тральщику, но вынужден был погрузиться до того, как торпеда попала в цель. К 23 мая 1940 года «Ожел» принял участие в семи боевых походах и вышел в очередной.
1 и 2 июня с базы Росайт были переданы приказы о передислокации лодки в район пролива Скагеррак, но ответы о получении приказа не поступили. 5 июня поступил приказ вернуться на базу, но ответ от лодки так и не был получен. 8 июня 1940 года было принято решение считать лодку пропавшей без вести. До сих пор точно не установлено, что послужило причиной гибели лодки. Большинство склоняется к тому, что лодка налетела на неизвестную минную банку в районе пролива Скагеррак.
В июле и августе 2008 года была предпринята попытка найти лодку. Польская экспедиция исследовала дно Северного моря в районе предполагаемой гибели лодки. Было найдено много обломков судов, но обломков «Ожела» среди них не оказалось.